# Joan Parramón Fornos
 (octobre 2022).
La mise en forme du texte ne suit pas les recommandations de Wikipédia : il faut le « wikifier ».
Les points d'amélioration suivants sont les cas les plus fréquents. Le détail des points à revoir est peut-être précisé sur la page de discussion.
- Les titres sont pré-formatés par le logiciel. Ils ne sont ni en capitales, ni en gras.
- Le texte ne doit pas être écrit en capitales (les noms de famille non plus), ni en gras, ni en italique, ni en « petit »…
- Le gras n'est utilisé que pour surligner le titre de l'article dans l'introduction, une seule fois.
- L'italique est rarement utilisé : mots en langue étrangère, titres d'œuvres, noms de bateaux, etc.
- Les citations ne sont pas en italique mais en corps de texte normal. Elles sont entourées par des guillemets français : « et ».
- Les listes à puces sont à éviter, des paragraphes rédigés étant largement préférés. Les tableaux sont à réserver à la présentation de données structurées (résultats, etc.).
- Les appels de note de bas de page (petits chiffres en exposant, introduits par l'outil «  Source ») sont à placer entre la fin de phrase et le point final[comme ça].
- Les liens internes (vers d'autres articles de Wikipédia) sont à choisir avec parcimonie. Créez des liens vers des articles approfondissant le sujet. Les termes génériques sans rapport avec le sujet sont à éviter, ainsi que les répétitions de liens vers un même terme.
- Les liens externes sont à placer uniquement dans une section « Liens externes », à la fin de l'article. Ces liens sont à choisir avec parcimonie suivant les règles définies. Si un lien sert de source à l'article, son insertion dans le texte est à faire par les notes de bas de page.
- La présentation des références doit suivre les conventions bibliographiques. Il est recommandé d'utiliser les modèles {{Ouvrage}}, {{Chapitre}}, {{Article}}, {{Lien web}} et/ou {{Bibliographie}}. Le mode d'édition visuel peut mettre en forme automatiquement les références.
- Insérer une infobox (cadre d'informations à droite) n'est pas obligatoire pour parachever la mise en page.

Pour une aide détaillée, merci de consulter Aide:Wikification.
Si vous pensez que ces points ont été résolus, vous pouvez retirer ce bandeau et améliorer la mise en forme d'un autre article.
 (mars 2020).
Joan Parramón Fornos (Barcelone, 1951) est un peintre barcelonais originaire de Mequinenza (Saragosse). Il exerce son art à l'espace Nauart de Barcelone, il a réalisé de nombreuses expositions de niveaux national et international.

## Formation
Son éducation artistique a lieu de 1980 à 1984 à l'atelier-école de Gonzalo Beltrán, artiste sévillan établi à Barcelone qui peu après deviendra professeur de dessin à l'École du Halle. À cette époque, Parramón travaille intensément le dessin naturel et la peinture à l'huile.

## Carrière
Peu après, il commence à réaliser des expositions individuelles et collectives dans différents lieux, médiathèques et espaces culturels. En décembre 2009 il inaugure son exposition "Fluir como el Agua" au réseau03 Art Gallery de Barcelone ainsi que d'autres expositions collectifves à la Galerie Paspartu ou la Salle Halle de Reus (Tarragone).
En 2012, il expose à Alger au Centre des loisirs scientifiques,. Ses œuvres voyagent aussi à New York avec l'exposition conjointe "From Barcelona to New York"  par la Montserrat Gallery. Dans les années suivantes, Parramón développe plusieurs ateliers ouverts au quartier de Gràcia de Barcelone avec la Galerie Untitled et ses œuvres voyagent dans le monde, de la Foire internationale d'art Kolner de Cologne (Allemagne) à la galerie Elzevir de Paris (France) en passant aussi par l'exposition individuelle "Dialogue de particules" dans l'Auditorium Barradas de l'Hospitalet de Llobregat. En 2012, 2014 et 2015 il participe au projet "Annual Postacards from the Edge" à New York. À partir de ce moment il installe son atelier à Nauart et il participe à plusieurs expositions comme "Barcelone Abstraction" ou au Grand Hôtel Paris de Figueras (Gérone).
À partir de 2016, Parramón fait des expositions temporaires comme "Buscant la forma de l'univers" qui peut se voir à la galerie d'art du couvent de Saint Salvador d'Horta de Sant Joan (Tarragone) et il participe à des projets collectifs comme "Melodies de Barcelona" de la Blue Project Foundation. Il organise et il participe en octobre de 2016 à "Migrations" du Centre Civic Barceloneta ainsi qu'à la BCN INT'Lème ART FAIR dans le Musée Maritime de Barcelone. 2017 se révèle une année fertile pour Paramón avec la création d'œuvres de grand format pour le festival de musique de Barcelone, la participation à la biennale d'art de Corbera de Ebre consacrée aux droits humains, la participation à la Berlin Kunst 2017 à côté de Fatamorgana Gallery ou l'exposition individuelle "Es por el paradigma que estoy aquí" à la Maison du livre de Barcelone. Fruit de cette exposition, parait en 2018 le livre éponyme illustré par lui-même.
En 2018, ses expositions se poursuivent à la Bibliothèque Mercè Rodoreda, dans le 9e Festival Cinespañol de Périgueux en France avec une compilation de ses œuvres essentielles et à Mas Pi Art de Verges (Gérone) avec une nouvelle exposition "Macrocosmos&Microcosmos",. Pendant cette même année il participe aussi à différentes expositions collectives sous l'égide de la Fondation Matilde Tamayo, ce qui amène ainsi ses œuvres à voyager au musée d'art contemporain de Sasamón à Burgos ou à l'atelier Pilar Güell de Barcelone. En 2019, il est sélectionné pour le Prix Pop Stram de la Fondation Mailde Tamayo et il réalise sa première exposition individuelle à l'atelier Pilar Güell de Barcelone sous le titre "Macrocosmos&Microcosmos" En octobre de la même année, il voyage à Mequinenza (Saragosse) où ses relations familiales et ses souvenirs de jeunesse influencent son exposition "Macrocosmos&Microcosmos" ; il y réalise différents ateliers et interventions artistiques aux musées de Mequinensa,. La même année, il est sélectionné pour le prix AGBAR "Ville de Barcelone" organisé par le Real Cercle Artistique de Barcelone.
Ses œuvres sont acquises par plusieurs collectionneurs d'art particuliers en Espagne, en Allemagne, en France, en Colombie, en Corée du Sud, aux Pays-Bas, en Italie, en Chine, en Suisse, aux États-Unis ou au Brésil.

## Œuvres
Parramón exploite les chemins de l'univers infini à travers ses particules, ses lumières, ses formes et jusqu'à ses émotions à travers la couleur et la matière. Dans ses œuvres, on remarque des explosions de coups de pinceau de lumière et de couleur, pure émotion associée au talent artistique, qui portent le spectateur à réfléchir sur la composition de la matière, l'origine et la fin de la vie dans des expositions comme "C'est par le paradigme que je suis ici" ou "Macrocosmos&Microcosmos" Chaque œuvre de ces expositions "surgit comme une tentative de refléter la couleur et les sensations de différents matériels et moments parce que le spectateur remarque l'énergie de l'étoffe".